# (12494) Doughamilton
(12494) Doughamilton est un astéroïde de la ceinture principale, de la famille de Hungaria.

## Description
(12494) Doughamilton est un astéroïde de la ceinture principale, de la famille de Hungaria. Il présente une orbite caractérisée par un demi-grand axe de 1,92 UA, une excentricité de 0,03 et une inclinaison de 24,7° par rapport à l'écliptique.

## Compléments